# Ulrick III van Werst

Familiewapen
van Werst

Ulrick III van Werst was heer van Werst, Gerdingen en Nieuwstadt en werd geboren in 1445. Hij was de zoon van Jan II van Werst heer van Werst en Margaretha Hoen van Spaubeek.
De heerlijkheid Gerdingen en Nieuwstadt erfde hij via zijn moeder. Zijn moeder had, om de gehele heerlijkheid in handen te krijgen, haar vaders erfdeel Spaubeek geruild tegen het 1/3 erfdeel Gerdingen van haar zuster Catharina Hoen.  Het andere 1/3 erfdeel had zij gekocht van haar zuster Cecilia die getrouwd was met Joris van Retersbeek. Margaretha, Catharina en Cecilia waren de kinderen van Daniël I Hoen (ca. 1370-na 1433) en Johanna van Merwede vrouwe van Gerdingen.
In 1493 ontstond er een onenigheid met zijn oom Joris van Retersbeek over de heerlijkheid Gerdingen. Aan de schout en schepenen werd een oordeel gevraagd. Joris verklaarde dat hij in 1469 uit de nalatenschap van zijn schoonmoeder, Joanna van der Merwede, een aandeel verkregen had in de heerlijkheid Gerdingen en dat hij dat aandeel voor 2000 rijksgulden verkocht had aan zijn zwager Jan II van Werst. Voorts verklaarde hij dat Jan hem uit deze transactie nog achthonderd rijksgulden schuldig was. Ulrick gaf ten antwoord dat Joris hiervoor een jaarrente gekregen had van twaalf vaten rogge. Het oordeel werd in het voordeel van Jan II van Werst gegeven. Zij nog opgemerkt dat de schout, Hendrik Huyn van Amstenrade, de schoonvader was van Ulrick.
Aan het eind van de vijftiende eeuw wordt Ulrick genoemd als leenman van het goed en het Huis de Hegge in het Geleenbeekdal in de buurtschap Hegge tussen Spaubeek en Schinnen.  Dit is niet bewezen. Het Huis de Hegge wordt niet in het boek van Albert van Wersch genoemd. Dit boek wordt als enige bron gehanteerd.
Hij trouwde ca. 1475 met Aleijda Huyn van Amstenrade de dochter van jonker Hendrik Huyn van Amstenrade Brabants schepen in Maastricht en Geertruydt van den Veels. Ulrick en Aleijda bewoonden het Kasteel van Gerdingen. In 1504 verhief hij de heerlijkheid Gerdingen en Nieuwstadt met al haar toebehoren zoals de laathof met een aantal laten en de gerechtigheden. 
Uit zijn huwelijk werd geboren:
- Ulrick IV van Werst heer van Werst, Gerdingen en Nieuwstadt
- Anna van Werst
- Catharina van Werst
- Geertruydt van Werst

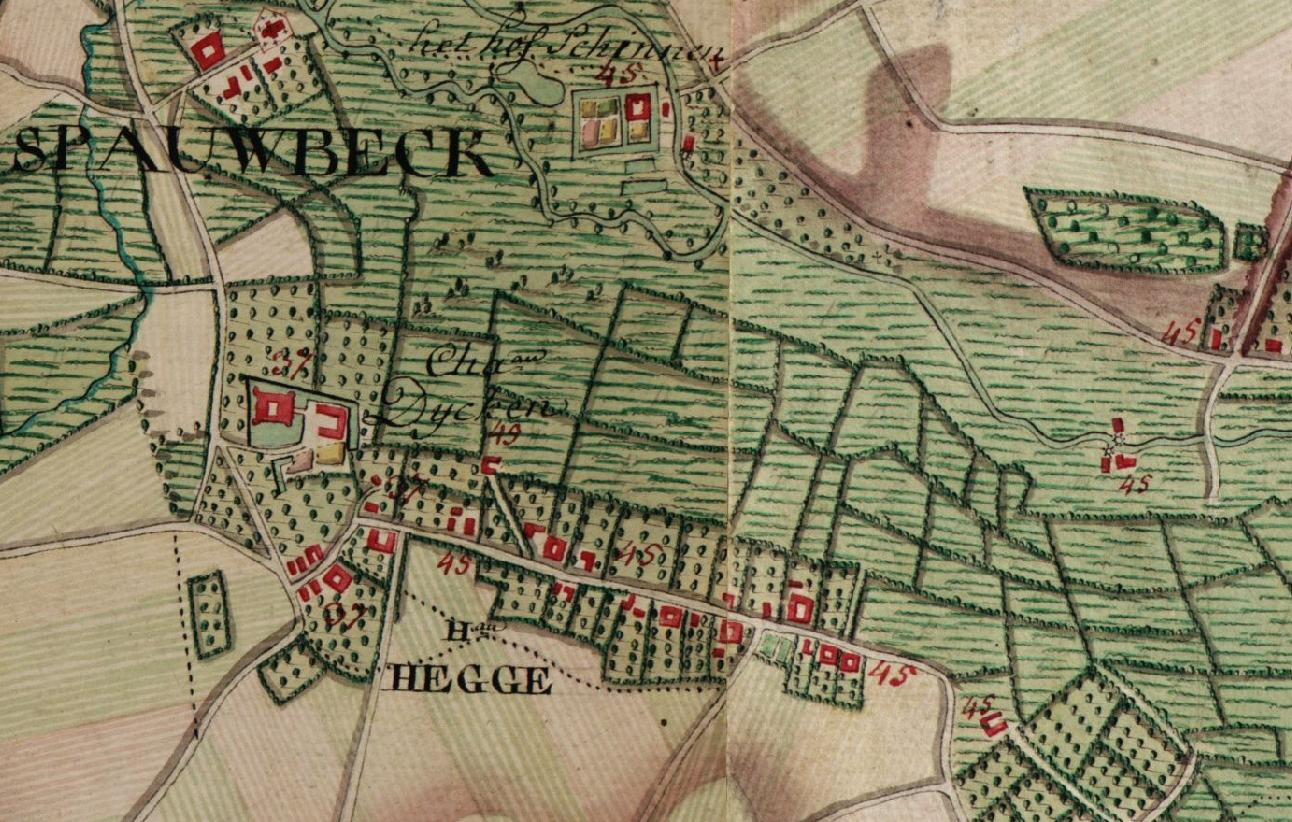
Huis Ten Dijcken ook genaamd De Hegge